# Bribir, Skradin
Bribir je naselje in arheološko najdišče na Hrvaškem, ki upravno spada pod mesto Skradin Šibeniško-kninske županije.
Bribir je bil v času Liburnov in Starih Rimljanov utrjeno in strateško pomembno mesto Varvaria ob poti med Zadrom in Kninom. V srednjem veku je bil sedež knezov Bribirskih in okrog leta 1300, med vladanjem Pavla I. Šubića, mesto, iz katerega je knez upravljal vso Hrvaško. Danes je na Bribirski glavici pomembno arheološko najdišče.

## Demografija
| Pregled števila prebivalcev po letih | Pregled števila prebivalcev po letih | Pregled števila prebivalcev po letih | Pregled števila prebivalcev po letih | Pregled števila prebivalcev po letih | Pregled števila prebivalcev po letih | Pregled števila prebivalcev po letih | Pregled števila prebivalcev po letih | Pregled števila prebivalcev po letih | Pregled števila prebivalcev po letih | Pregled števila prebivalcev po letih | Pregled števila prebivalcev po letih | Pregled števila prebivalcev po letih | Pregled števila prebivalcev po letih | Pregled števila prebivalcev po letih |
| ------------------------------------ | ------------------------------------ | ------------------------------------ | ------------------------------------ | ------------------------------------ | ------------------------------------ | ------------------------------------ | ------------------------------------ | ------------------------------------ | ------------------------------------ | ------------------------------------ | ------------------------------------ | ------------------------------------ | ------------------------------------ | ------------------------------------ |
| 1857                                 | 1869                                 | 1880                                 | 1890                                 | 1900                                 | 1910                                 | 1921                                 | 1931                                 | 1948                                 | 1953                                 | 1961                                 | 1971                                 | 1981                                 | 1991                                 | 2001                                 |
| 396                                  | 590                                  | 405                                  | 440                                  | 459                                  | 550                                  | 630                                  | 663                                  | 680                                  | 723                                  | 706                                  | 580                                  | 568                                  | 549                                  | 79                                   |

## Zgodovina
Najstarejše sledi življenja so bile odkrite na lokaciji Pećane, kje so našli kamnito orodje iz paleolitika. Na lokaciji Krivače, na rodovitnem polju nedaleč od rečice Bribirčice, je najdišče ostankov neolitskega naselja. Daleč najpomembnejša arheološka lokacija pa je kopasto oblikovana Bribirska glavica z nadmorsko višino 300 m, ki je bila naseljena od eneolitika in zgodnje bronaste dobe. Na njej se je kasneje razvilo utrjeno liburnijsko naselje in po prihodu Rimljanov municipium Varvariae.
Bribir je kot županijo v 10. stoletju prvič omenil bizantinski cesar-zgodovinar Konstantin VII. Porfirogenet v popisu hrvaških županij z imenom Berbera. Ogrsko-hrvaški kralj Bela III. je že uveljavljeni rodbini biribirskih županov dodelil biribirsko ozemlje kot kraljevi fevd; donacijo je leta 1251 z darovnico potrdil kralj Bela IV. in s tem Bribirske kneze (Šubiće) uvrstil med vazale ogrsko-hrvaške krone, kar jim je dalo osnovo za nadaljnji razvoj.
Bribirski knezi so višek svoje gospodarske in politične moči dosegli na prelomu iz 13. v 14. stoletje, ko se je knez Pavel I. proglasil za »bana Hrvatov in gospodarja vse Bosne« (banus Croatorum et totius Bosnae dominus). V njegovem času je bil Bribir močno srednjeveško mesto z utrdbami, cerkvami, o čemer pričajo bogati arheološki ostanki. Po njegovi smrti sta moč in pomen rodbine hitro upadla. Temu ustrezno je kopnel tudi pomen Bribira. Od sredine 14. stoletja ni bil več središče županije (preselilo se je v sosednjo Ostrovico). Leta 1523 so ga zasedli Turki in mu dodelili vlogo obmejnega obrambnega mesta, ki pa je bilo, ob spremenljivi vojaški sreči, včasih tudi v rokah njihovih nasprotnikov, Benečanov.
S prenehanjem turške nevarnosti so v drugi polovici 17. stoletja začeli na območje prihajati pravoslavni prišleki iz Bosne, ki so se naselili na pobočjih in v podnožju hriba, na Bribirski glavici pa so si ob cerkvici sv. Joakima in Ane, ki stoji še danes, uredili pravoslavno pokopališče.
Med hrvaško osamosvojitveno vojno (1991-95) je bilo na Bribirski glavici srbsko topniško oporišče, s katerega so Srbi obstreljevali Vodice in Šibenik.

## Arheološko najdišče Bribirska glavica
Arheološko najdišče na kopasto oblikovani Bribirski glavici obsega 72.000 m2. Na zahodni strani je zavarovano z naravno prepadno steno, na ostalih straneh pa z obzidjem, ki je bilo zgrajeno iz velikih megalitskih blokov poldrugo tisočletje pred našim štetjem ali še prej in je bilo vzdrževano in dopolnjevano v rimskem in srednjeveškem obdobju.
Za arheološko najdišče se je vedelo že koncem 19. stoletja. S prvimi deli je leta 1910 začel frančiškan Lujo Marun in v takratnem vzdušju romantičnega navdušenja za arheologijo proglasil Bribirsko glavico za hrvaško Trojo. Njegovo delo je kmalu zaustavila prva svetovna vojna. Delo je v obdobju 1960-77 nadaljeval vodja zagrebškega arheološkega muzeja Stjepan Gunjača. Odkopal je velik del obzidja in raziskal lokacijo Dol s frančiškanskim samostanom in cerkvijo sv. Marije. Leta 1980 se je izkopavanjem pridružil šibeniški mestni muzej. Od leta 2014 so izkopavanja v Bribiru del mednarodnega arheološkega projekta Varvaria/Breberium/Bribir, v katerem poleg omenjenih hrvaških muzejev sodelujeta Marcquarie University iz Sydneya in Det teologiske Menighetsfakultet iz Osla.

#### Bronasta doba
Glavica je bila naseljena od bronaste dobe. Na območju Dola, ob jugovzhodnem obzidju liburnijske Varvarije, so bili odkopani ostanki naselja. Vzdolž poti, ki se je vzpenjala po pobočjih iz doline proti glavnemu vhodu na severozahodu naselja, imenovanem Vratnica, so našli številne grobove in v njih predmete (posode, lončenino), ki razkrivajo napredno kulturo življenja v liburnijskih časih in stike z drugimi deželami Sredozemlja. Liburnijska gospodarska moč je temeljila na obvladovanju Jadrana z lahkimi galejami in piratstvu. Pod Varvarijo je bilo v ustju Krke idealno pristanišče.

#### Antika
Liburni so se s svojo mornarico dokaj hitro vključili v notranje rimske spore (njihove ladje, imenovane liburne , so odločilno pripomogle k zmagi Oktavijana nad Antonijem pri Akciju, leta 31 pr. n. št.). Z rimsko vojsko so sodelovali tudi v boju proti sovražnim jim Dalmatom. Tako so dokaj naravno prevzeli rimsko kulturo in postali del rimskega imperija. Ostanki njihovih in potem rimljanskih hiš in vil, pogosto z velikimi vodnimi cisternami, so bili najdeni na skoraj vseh odkopanih delih Glavice. Veliko število sob v zgradbah na območju Dola je bilo okrašenih s freskami in tlakovanih z mnogobarvnimi geometrijskimi mozaiki. Najdeni so bili dragoceni primerki antične materialne kulture. Vendar je bilo za ugotovitev urbanistične zasnove mesta izkopavanj premalo; domnevno je bil rimski forum na osrednjem zahodnem delu mesta, tam kjer sta bili kasneje domnevno palača Šubičev in turško-benečanska trdnjava. Kot običajno pri rimskih mestih, so bila pokopališča zunaj mesta, ob dohodnih cestah. Izgleda, da je Varvaria dokaj zgodaj dobila mestni statut.

#### Zgodnje krščanstvo
Najbolj pičle so najdbe iz pozne antike in zgodnjega krščanstva. Niso bili najdeni ostanki cerkve iz tistega časa, ki je morala nekje biti. Na severni strani obstoječe cerkve sv. Joakima in sv. Ane je bil najden antični grob z oboki, v katerem sta se nahajala dva sarkofaga, kot je bil to običaj v Dalmaciji med 4 in 6. stoletjem. Iz pozne antike je verjetno tudi osemlistna rotunda, katere temelji mejijo na omenjeni grob (sprva so mislili, da je bila grajena kasneje).

#### Zgodnji srednji vek
Ostanke zgodnje srednjeveške arhitekture (v glavnem gre za enostavna enosobna bivališča raztegnjene pravokotne oblike) so našli na vseh odkopanih lokacijah Glavice, posebno na lokacijah Dol in Tjeme (na temenu vzpetine). Temelji zgradb so bili postavljeni na zasute rimske ruševine in ne sledijo rimski urbanistični zasnovi, iz česar sklepajo, da je bila Varvaria porušena (z izjemo nekaterih velikih objektov), ko so začeli graditi srednjeveško mesto. Zaradi pretekle pomembnosti je Brebera, danes Bribir, postal središče ene od enajstih zgodnjesrednjeveških starohrvaških ozemeljskih administrativnih enot (županij). Za rotundo se zdi, glede na stopnjo ohranjenosti in ostanke kamnite liturgične opreme, s katero je bila prvič opremljena v 9. stoletju, da se je ob prehodu iz antike v srednji vek izognila uničenju. Morda je to opatijska cerkev sv. Janeza Evangelista, sedež nadškofa v Bribiru, ki jo pisni viri prvič omenjajo leta 1229.

#### Srednji vek
Od 12. do začetka 14. stoletja je bil Bribir zelo pomembno in dobro organizirano družbeno in politično središče Hrvaške, iz katerega so vladali knezi Šubići, ki so zaradi dobrih odnosov s hrvaškimi in ogrskimi kralji postali najmočnejši hrvaški plemiči. Najmočnejši med njimi, Pavel I. (vladal 1274-1312), je bil praktično neodvisen vladar Hrvaške in dalmatinskih mest, tako rekoč nekronani kralj Hrvaške. V Bribiru je koval svoj denar.
Dosedanja arheološka izkopavanja tudi za srednjeveško mesto še niso razkrila urbanistične strukture mesta. Najbolje je bilo doslej raziskano območje frančiškanskega samostana s triladijsko cerkvijo sv. Marije na lokaciji Dol. Celo rezidenčni kompleks Šubićev ni bil natančno in zanesljivo določen. Obrambni objekti niso bili kaj dosti drugačni kot v pozni antiki in v zgodnjem srednjem veku. Novost sta le dve manjši utrdbi: ena iz 15. stoletja s kvadratnim tlorisom v Dolu in druga iz turških časov, trapezoidne oblike z okroglim stolpom, obrnjena proti zahodu. Mnoge premične arheološke najdbe dajejo vtis razvitega fevdalnega mesta. Visok standard potrjujejo keramične in steklene posode uvožene iz Italije in Španije in velike in bogate skulpture, ki so krasile samostan in gotsko cerkev sv. Marije; te so dajale mestu poseben kulturni nivo, ki se je ohranil tudi po političnem padcu Šubićev, vse do turških vpadov v prvih desetletjih 16. stoletja.
V srednjem veku je bila obnovljena rotunda, ki je verjetno služila kot opatijska cerkev sv. Janeza Evangelista. Zgrajenih je bilo nekaj novih cerkva. Med njimi je najstarejša enoladijska romanska cerkev s polkrožno apsido iz 12./13. stoletja na lokaciji Vratnice, kjer je bilo tudi pokopališče; verjetno je služila kot pokopališka cerkev. Enakemu namenu je bila verjetno namenjena enoladijska gotska cerkev (sv. Štefana) s kvadratno apsido na lokaciji Tjeme. Največja in edina v celoti raziskana in konservirana pa je triladijska gotska cerkev sv. Marije v sklopu frančiškanskega samostana na lokaciji Dol iz leta okrog 1300. V 15. stoletju je bila večkrat povečana in popravljena. Brez dvoma je bila odlično opremljena, kar kažejo mnogi najdeni fragmenti. Bila je pokopna cerkev rodbine Šubić. Dragocenosti iz cerkva, dokumenti in del knjižnice iz samostana so pred turškim zavzetjem prenesli na varno v frančiškanski samostan v Šibeniku. Turki so cerkev uporabili za skladišče municije.
Današnja cerkev sv. Joakima in Ane, ki jo uporabljajo pravoslavci, je bila zgrajena po odhodu Turkov, najprej kot skromna gradnja, kasneje pa je bila podaljšana preko razvalin rotunde. Na vzhodu se zaključuje s polkrožno apsido. V 19. stoletju ji je bil dodan tridelni zvonik. Pokopališče, ki se je razvilo ob cerkvi, danes uporabljajo prebivalci Bribira.
Pokopališča iz srednjeveškega obdobja so doslej našli na petih mestih. Sodeč po okrasju, najdenem v njih, so od 9. do 12. stoletja pokopavali zunaj mesta, na lokacijah Vratnice in Novi put (vzhodno od mesta, ob dovozni cesti). V 12. in 13. stoletju so pokopavali znotraj obzidja, ob cerkvi sv. Janeza Evangelista, kjer so pokopavali že v pozni antiki. V tamkajšnjih grobovih so bili najdeni okrasni predmeti iz romanskega in gotskega obdobja (prstani s tremi členi, t. i. S-prstani, in prstani z oblikami iz prejšnjih obdobij). V 14. stoletju so ustanovil še dve pokopališči, eno ob cerkvi sv. Štefana in drugo ob cerkvi sv. Marije. Okrasje, najdeno na teh pokopališčih, je gotsko (tribiserni uhani, kovani pečatni prstani, včasih z vgrajenimi kamni, železne pasne sponke, ostroge, meč). Gradili so rodbinske grobnice z dvema pokrovoma. Na težki kamniti nagrobni plošči v cerkvi sv. Marije je bilo vklesano angelsko krilo na način, kot je to v grbu Šubićev.
V letu 2015 je mednarodna skupina arheologov izkopavala in dokumentirala ostanke osemlistne rotudne pod cerkvijo sv. Joakima in Ane.